# Il tempo delle mele (singolo)
Il tempo delle mele è un singolo della cantautrice italiana Clara, pubblicato il 29 aprile 2022 dall'etichetta Sony Music.

## Descrizione
Il brano, scritto dalla stessa cantautrice con Alessandro Pacco, Leonardo Zaccaria e Vincenzo Colella, è prodotto da Michele Canova Iorfida.

## Brano musicale
Il brano musicale è stato pubblicato in concomitanza all'uscita del brano attraverso il canale YouTube della cantautrice.

## Tracce
Testi di Clara Soccini, Alessandro Pacco, Leonardo Zaccaria e Vincenzo Colella, musiche di Clara Soccini e Michele Canova Iorfida.
1. Il tempo delle mele – 2:16